# Augustus John
Augustus Edwin John (ur. 4 stycznia 1878 w Tenby, Pembrokeshire, zm. 31 października 1961 w Fordingbridge, Hampshire) – walijski malarz, autor rysunków i akwafort. Przez krótki okres około roku 1910 był cenionym w Wielkiej Brytanii postimpresjonistą.

## Życie i twórczość

### Edukacja
John urodził się 4 stycznia 1878 w miejscowości Tenby w hrabstwie Pembrokeshire, jako trzecie z czworga dzieci w rodzinie. Jego ojciec, Edwin William John, był radcą prawnym. Matka, Augusta Smith, zmarła młodo – Augustus miał wtedy 6 lat. Zdążyła jednak zaszczepić w młodym Augustusie i jego starszej siostrze Gwen zainteresowanie malarstwem. W wieku siedemnastu lat John zaczął pobierać nauki w Tenby School of Art, a potem studiował w Slade School of Art przy University of London, gdzie był ulubieńcem Henry’ego Tonksa. Jeszcze przed zdobyciem dyplomu John określany był mianem najbardziej utalentowanego rysownika swego pokolenia.
Latem 1897 roku John doznał poważnej kontuzji podczas pływania, a długa rekonwalescencja którą przeszedł prawdopodobnie wpłynęła na jego rozwój artystyczny. W 1898 roku wygrał nagrodę Slade Prize za dzieło Mojżesz i cyniczny wąż (ang. Moses and the Brazen Serpent).

### Prowansja
W roku 1910 Johna zauroczyła miejscowość Martigues w Prowansji, którą po raz pierwszy ujrzał przez okna pociągu w drodze do Włoch. Napisał, że Prowansja „była przez lata obiektem moich marzeń”. W 1928 roku uznał jednak, że Martigues straciło już dla niego urok i sprzedał swój dom.
W ciągu swojego życia okresowo zainteresował się ludnością Romską, którą spotykał podczas licznych podróży po Europie i Wielkiej Brytanii. Krótko po swoim ślubie John i jego żona Ida Nettleship podróżowali wozem na cygański sposób.

### Wojna
Podczas I wojny światowej został przydzielony do wojsk kanadyjskich w charakterze artysty wojennego, którego zadaniem było portretowanie kanadyjskich piechurów. Miał w planie wykonanie wielkiego muralu dla Lorda Beaverbrooka, lecz – jak większość jego wielkoformatowych prac – dzieło nie zostało dokończone. Jako artysta w wojsku miał prawo do zachowania brody. On i król Jerzy V byli jedynymi oficerami alianckimi, którzy mogli je nosić.

Augustus John wraz z Tallulah Bankhead przy jej portrecie, 1929

### Portrety
Na początku wieku John dobrze znany z prac graficznych i akwafort, w późniejszej pracy skupił się bardziej na portretach. Był znany z psychologicznej wnikliwości portretów, które były postrzegane wręcz jako „bezlitosne” w swoim opisie. W latach 20. był głównym portrecistą Wielkiej Brytanii. Malował podobizny m.in. takich osobistości jak Tallulah Bankhead, George Bernard Shaw, Isabella Augusta Gregory, Thomas Hardy, Thomas Edward Lawrence, William Butler Yeats, Guilhermina Suggia i Dylan Thomas.
Uważa się, że po wojnie jego zdolności artystyczne nieco się ograniczyły, a jego brawurowa wręcz technika stała się nieco pobieżna. Mimo to, inspiracja czasem intensywnie powracała, jak na przykład w trakcie wyprawy na Jamajkę w 1937 roku.

### Rodzina
Na początku 1900 roku poślubił Idę Nettleship (1877-1907), z którą miał piątkę dzieci. Po jej śmierci jego konkubina Dorothy „Dorelia” McNeill zajęła jej miejsce i wkrótce stała się jego drugą żoną, która urodziła dwójkę ich dzieci.
Jeden z jego synów z pierwszego małżeństwa, Sir Caspar John, był wpływowym admirałem Royal Navy. Owdowiała matka Iana Fleminga urodziła Casparowi córkę, Amaryllis Fleming, znaną wiolonczelistkę.
Inny z jego synów, Tristan de Vere Cole jest reżyserem znanym ze znaczących produkcji telewizyjnych produkowanych od lat 60. do lat 80. XX wieku.

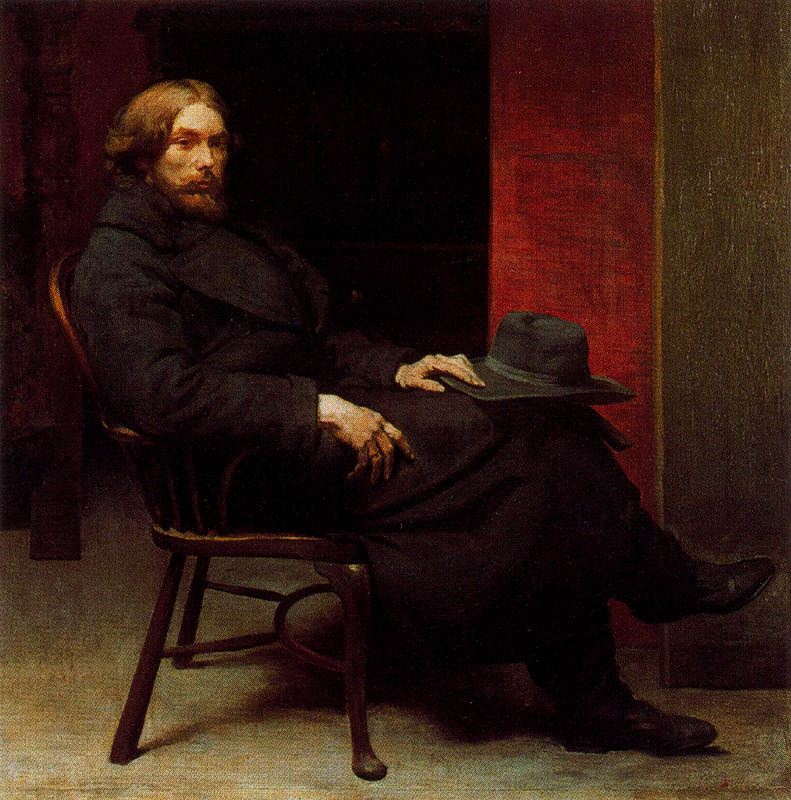
Portret Johna pędzla Williama Orpena, olej na płótnie, 1899

### Późniejsze życie
John opublikował dwa tomy autobiografii: Chiaroscuro w roku 1952 i wydany pośmiertnie Finishing Touches w 1964. Do końca życia był aktywny artystycznie. Jego ostatnim dziełem był niedokończony trzyczęściowy mural, przedstawiający Falstaffowskiego francuskiego wieśniaka w żółtej kamizelce, grającego na lirze korbowej.
W latach 50. dołączył do Peace Pledge Union – brytyjskiej pacyfistycznej organizacji pozarządowej. Na miesiąc przed śmiercią angażował się jeszcze w demonstracje przeciwko broni atomowej.
W 1975 r. Michael Holroyd opublikował biografię Augustusa Johna.